# Gerzensee
Gerzensee – gmina (niem. Einwohnergemeinde) w Szwajcarii, w kantonie Berno, w regionie administracyjnym Bern-Mittelland, w okręgu Bern-Mittelland.
Gmina po raz pierwszy została wspomniana w dokumentach w 1228 roku jako Gercentse.

## Demografia
W Gerzensee mieszka 1 237 osób. W 2020 roku 5,8% populacji gminy stanowiły osoby urodzone poza Szwajcarią.
W 2000 roku 97,0% populacji mówiło w języku niemieckim, 1,5% w języku francuskim, a 0,4% w języku portugalskim.

Zmiany w liczbie ludności są przedstawione na poniższym wykresie: